# Frances McLaughlin-Gill
Pour les articles homonymes, voir McLaughlin et Gill.
Frances McLaughlin-Gill, née le 22 septembre 1919 à Brooklyn, dans l’État de New York aux États-Unis, et morte le 23 octobre 2014, est une photographe américaine et la première femme photographe de mode sous contrat avec Vogue.
Après deux décennies dans l'industrie de la mode, elle a travaillé comme productrice de films indépendante pendant une dizaine d'années, réalisant des publicités et des films. L'un de ses films a remporté la médaille d'or au Festival international du film et de la télévision de New York en 1969. Au cours de sa carrière ultérieure, elle a publié plusieurs collections avec sa sœur et en collaboration avec d'autres auteurs.

## Enfance
Frances McLaughlin est née le 22 septembre 1919 à Brooklyn, New York de Kathryn et Frank McLaughlin. Elle est la sœur jumelle de Kathryn Abbe (en). Son père est décédé lorsque les jumelles avaient trois mois et la famille a déménagé à Wallingford (Connecticut), où elles ont terminé leur scolarité. Elle a obtenu son diplôme de fin d'études secondaires au Lyman Hall High School (en) en tant que major de sa promotion, sa sœur Kathryn terminant deuxième de sa promotion en 1937. Les jumelles se sont ensuite inscrites au Pratt Institute à New York pour étudier la photographie ; elles obtiennent leur diplôme en 1941. La même année, elles participent toutes deux au concours du ‘’Prix de Paris’’ parrainé par Vogue et font partie des cinq finalistes.

## Carrière
McLaughlin a commencé à travailler comme styliste pour la chaîne de grands magasins Montgomery Ward et comme assistante de photographie jusqu'en 1943. Cette année-là, la photographe Toni Frissell lui présente Alexander Liberman, directeur artistique de Vogue, qui a signé un contrat avec McLaughlin, devenant ainsi leur première femme photographe de mode sous contrat. Liberman pensait que McLaughlin avait une approche nouvelle. Pour lui, sa franchise et sa spontanéité faisaient de McLaughlin une photographe idéale, car ses images étaient moins posées et plus naturelles que celles de nombreux photographes de mode travaillant à l'époque. Elle a commencé à prendre des photos avec des mannequins juniors travaillant pour Glamour, qui s'adressait à des lectrices plus jeunes et était capable de capturer le mouvement d'une manière qui n'avait jamais été faite auparavant. Tout au long des années 1940 et 1950, McLaughlin a produit certaines des images les plus fortes qui ont paru dans l'édition américaine de Vogue. Outre les photos de mode, ses images comprenaient des photos de célébrités, ainsi que des natures mortes pour les éditoriaux et les couvertures de House & Garden. En 1948, elle a épousé le photographe Leslie Gill, connu pour être l'un des premiers photographes à utiliser la pellicule couleur.
L'un des points culminants de sa carrière a été le travail de McLaughlin lors de la Semaine de la mode de Paris en 1952. En 1954, bien qu'elle continue à travailler pour Glamour, House & Garden et Vogue, McLaughlin devient photographe indépendante pour Condé Nast Publications. Elle a été une collaboratrice régulière du Vogue britannique tout au long des années 1960. Gill est décédé subitement en 1958, et c'est après sa mort que McLaughlin a commencé à mettre un trait d'union sur son nom de famille. L'année suivante, les sœurs ont travaillé ensemble sur une collection de photographies d'enfants qui ont été présentées dans Modern Photography[pas clair]. Entre 1964 et 1973, McLaughlin-Gill a réalisé des publicités télévisées et des films en tant que productrice et réalisatrice indépendante. Son film ‘’Cover Girl : New Face in Focus’’, sur le parcours d'Elaine Fulkerson pour devenir mannequin, a remporté la médaille d'or au Festival international du film et de la télévision de New York en 1969. Puis à la fin des années 1970, elle a commencé à effectuer des séminaires de photographie à la School of Visual Arts de Manhattan.
McLaughlin-Gill a commencé à publier certains de ses derniers ouvrages sous forme de livre après 1976. Parmi ses collections les plus connues, il est possible de citer Women Photograph Men, publié en 1976, et Twins on Twins, publié en 1981 avec sa sœur jumelle, Kathryn Abbe. Elle a également réalisé des photographies pour plusieurs livres d'auteur, dont un livre sur le langage corporel, Face Talk, Hand Talk, Body Talk (1977) de Sue Castle  et Spirals From the Sea: An Anthropological Look at Shells de Jane Fearer Safer (1983). En 1984, elle a préparé des photographies pour une exposition rétrospective des œuvres de son mari pour le Musée d'Art de La Nouvelle-Orléans. En 1995, une exposition de ses photographies a lieu à la Hamilton's Gallery de Londres et en 2011, elle et sa sœur ont publié leur dernier livre ensemble, Twin Lives in Photography. McLaughlin-Gill est décédée le 23 octobre 2014.